# Toyota Corona
Toyota Corona — сімейство автомобілів японської компанії Toyota. Випуск автомобілів Toyota Corona почався в 1957 році як маленького, компактного автомобіля.
У 1988 році був випущений єдиний універсал Toyota Corona Wagon, який випускався до січня 1992 року
Випуск автомобілів під маркою Corona закінчився в 2001 році на ринку її замінила Toyota Premio.

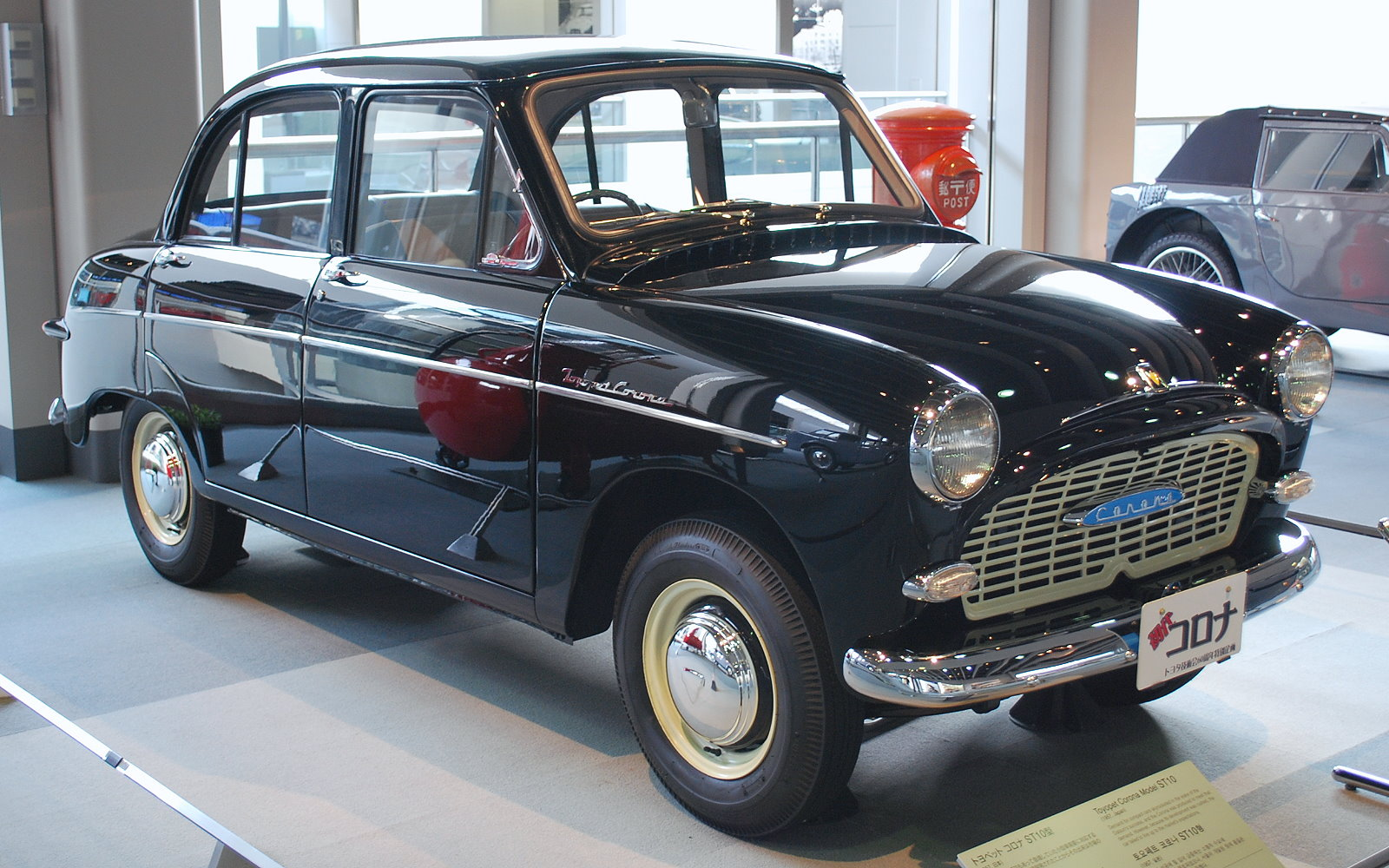
Toyopet Corona (T10; 1957–1960)
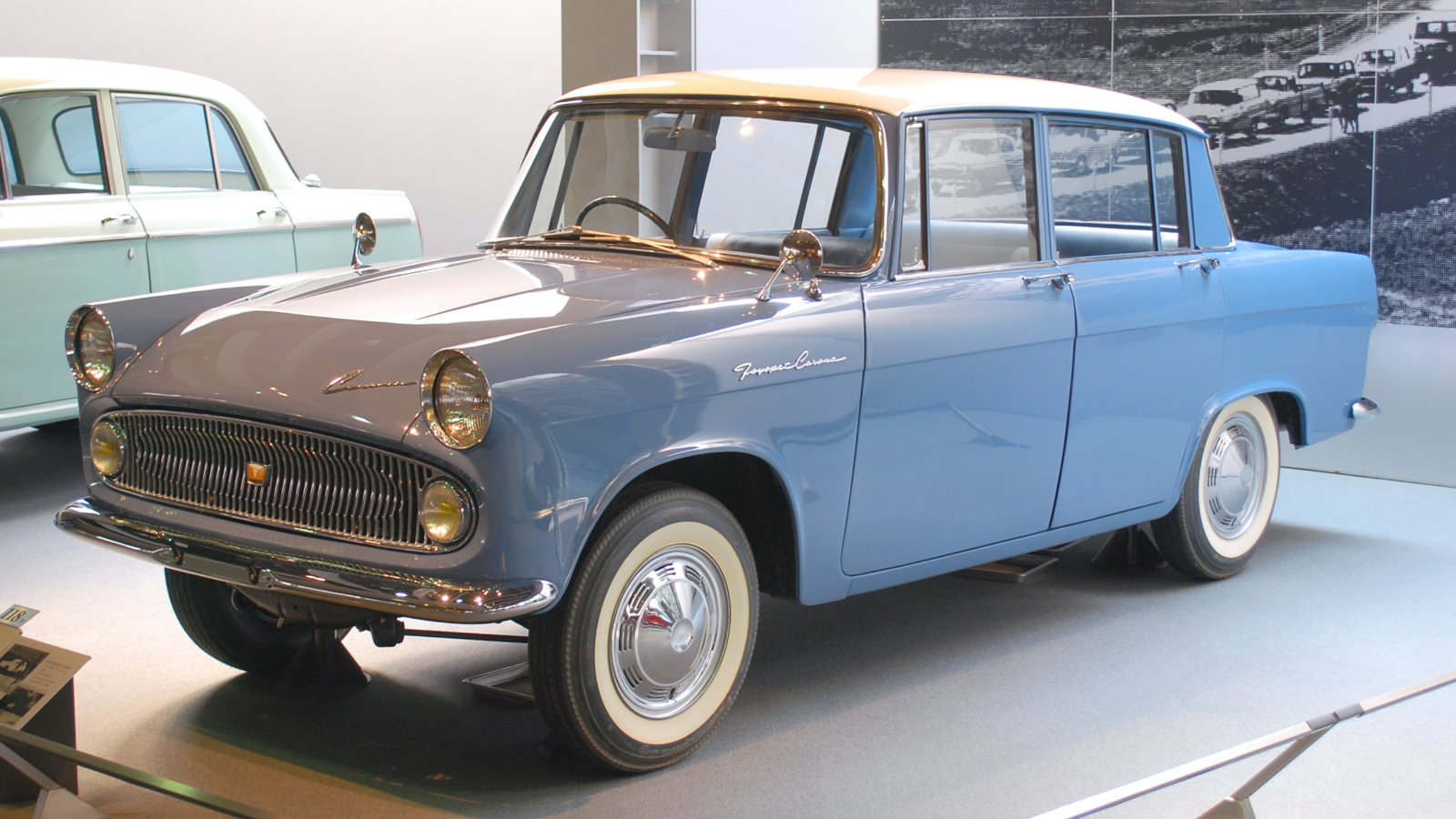
Toyopet Corona (T20, T30; 1960–1964)
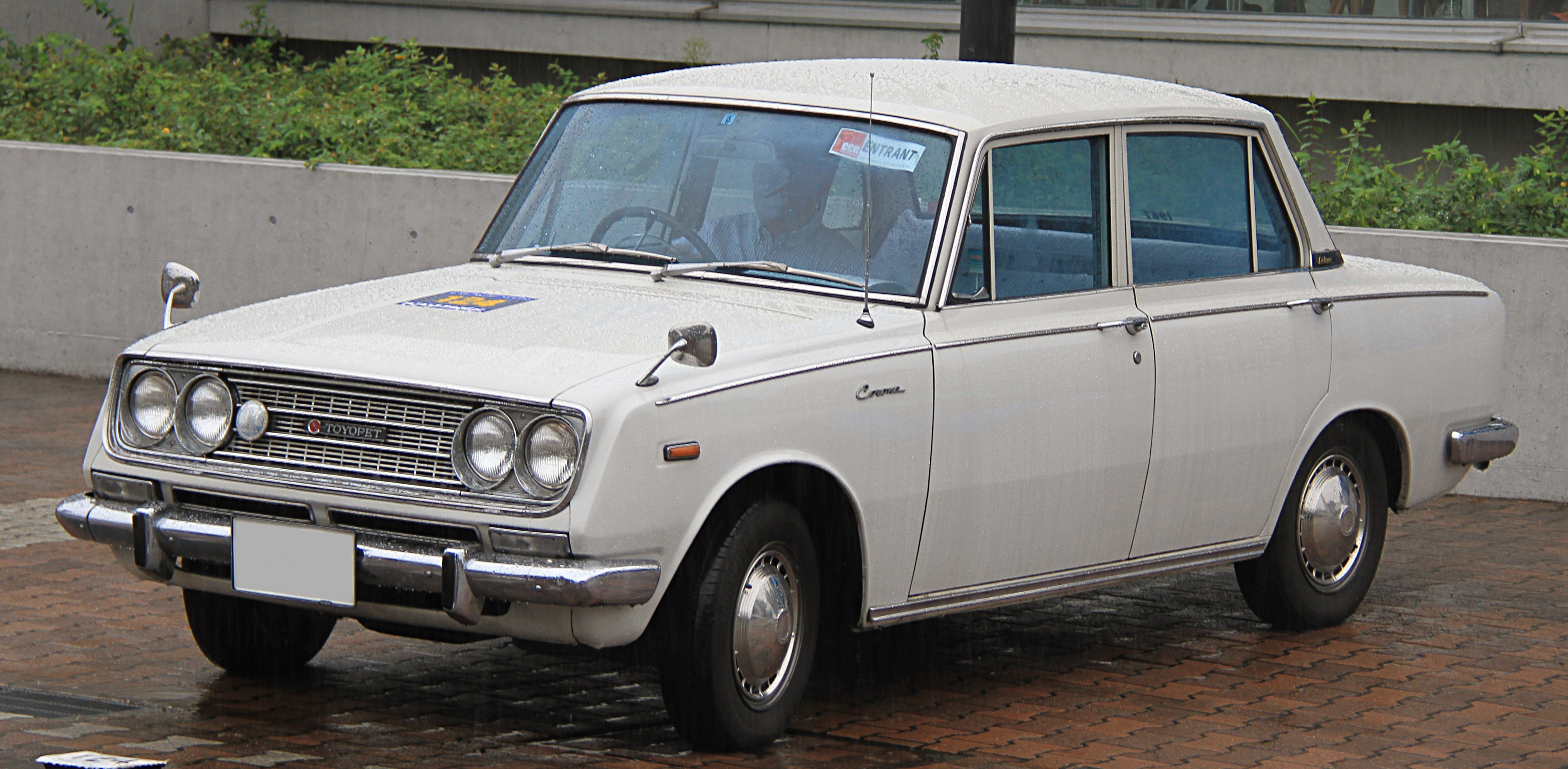
Toyopet/Toyota Corona (T40, T50; 1964–1970)
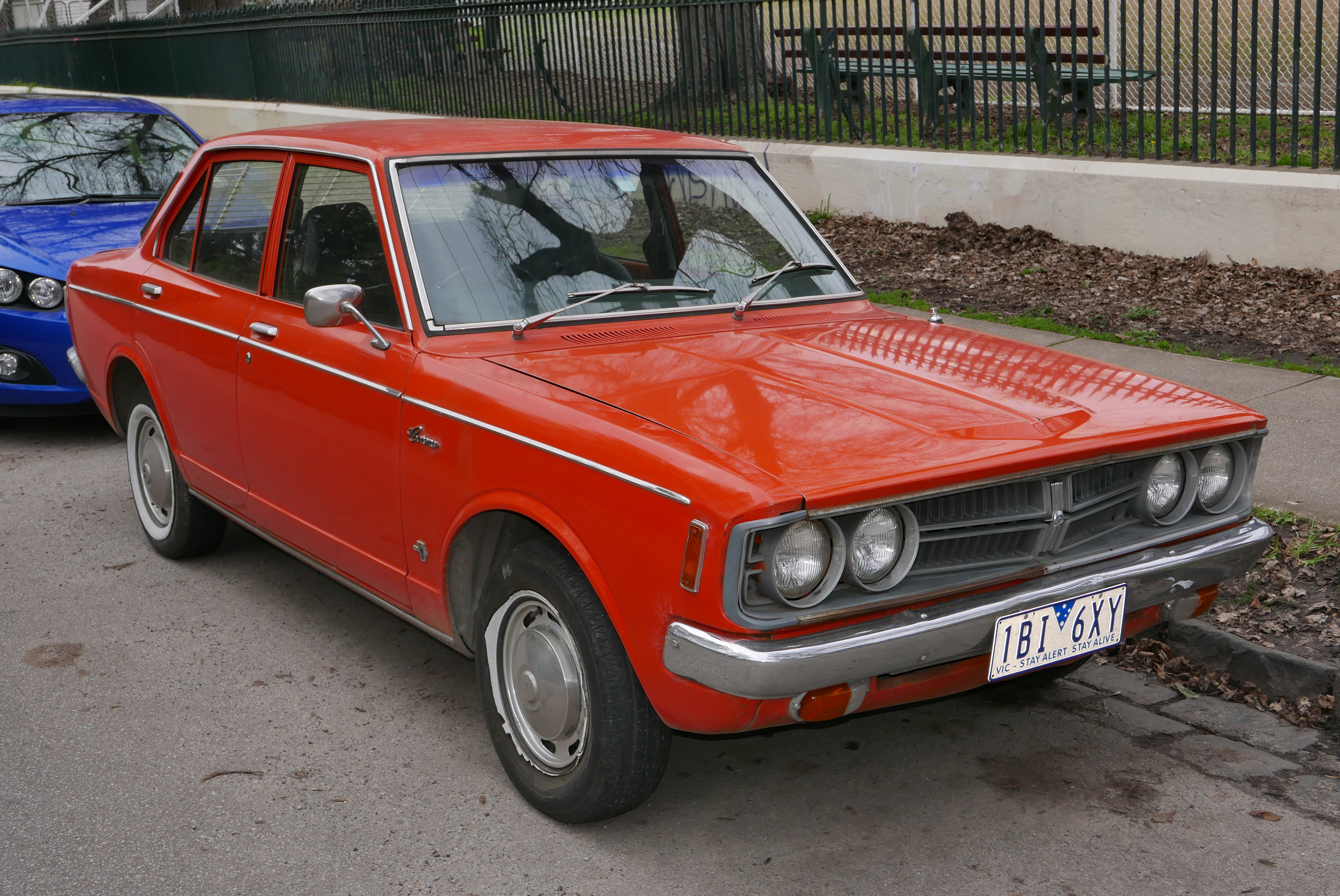
Toyopet/Toyota Corona (T80, T90; 1970–1973)
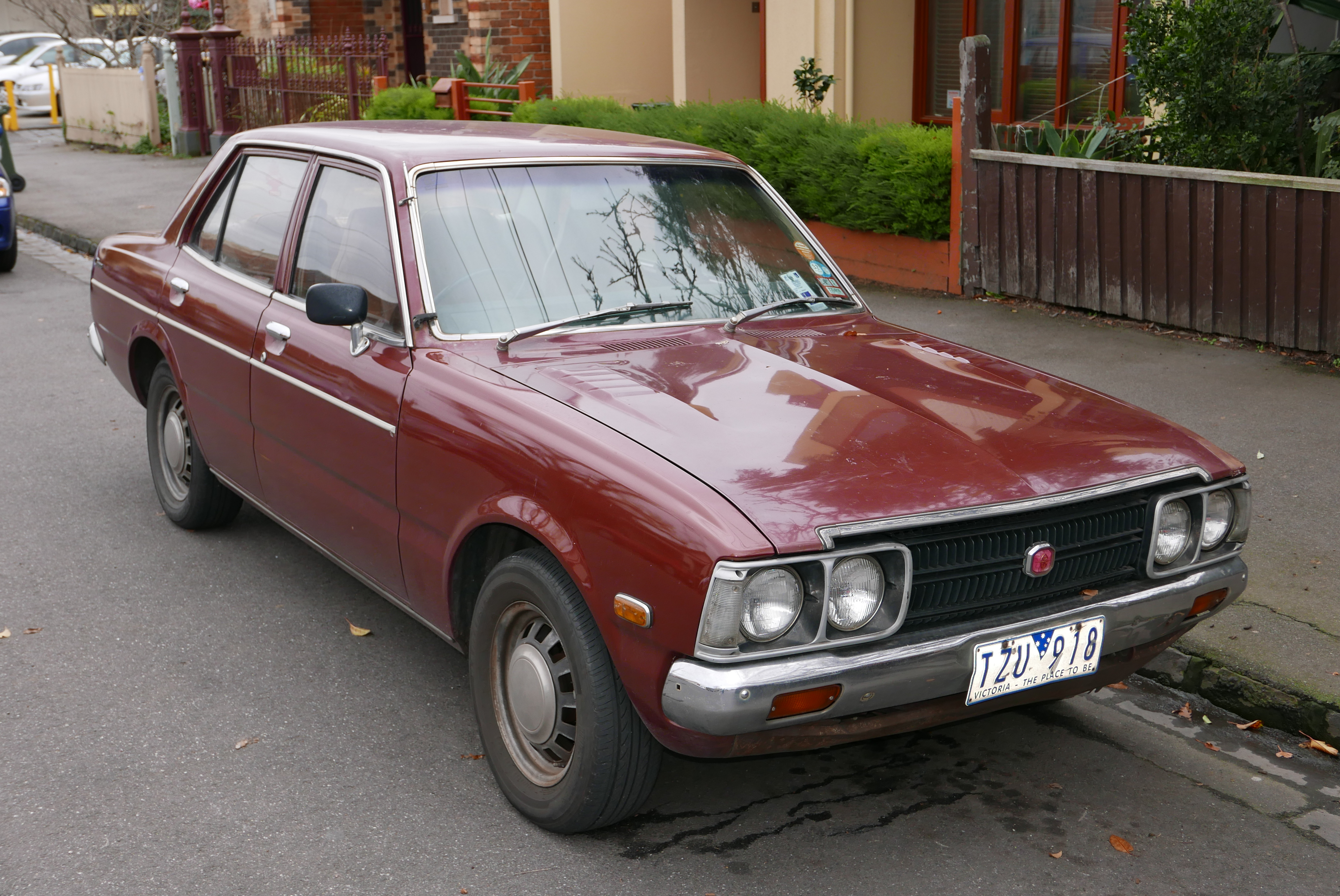
Toyota Corona (T100, T110, T120; 1973–1979)
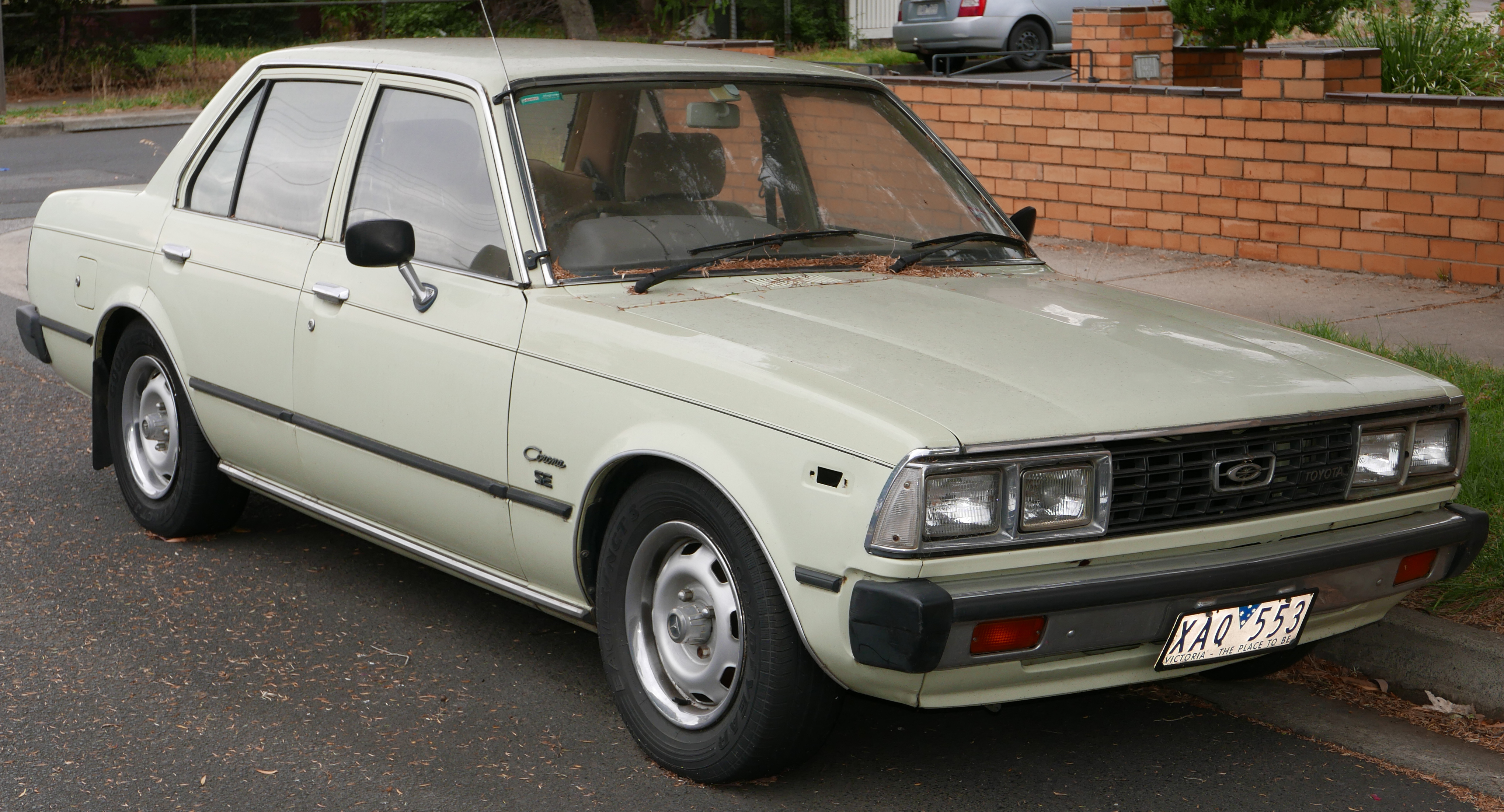
Toyota Corona (T130; 1978–1983)
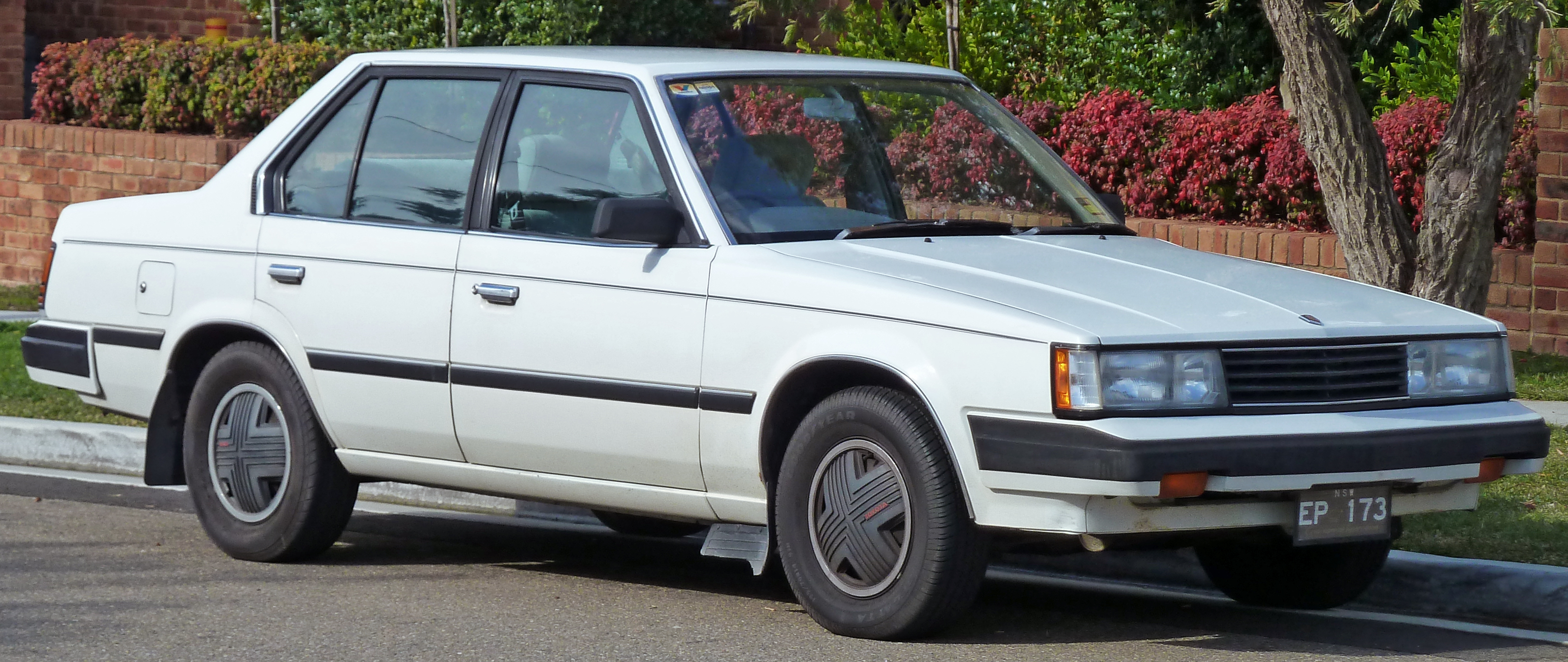
Toyota Corona (T140; 1982–1987)
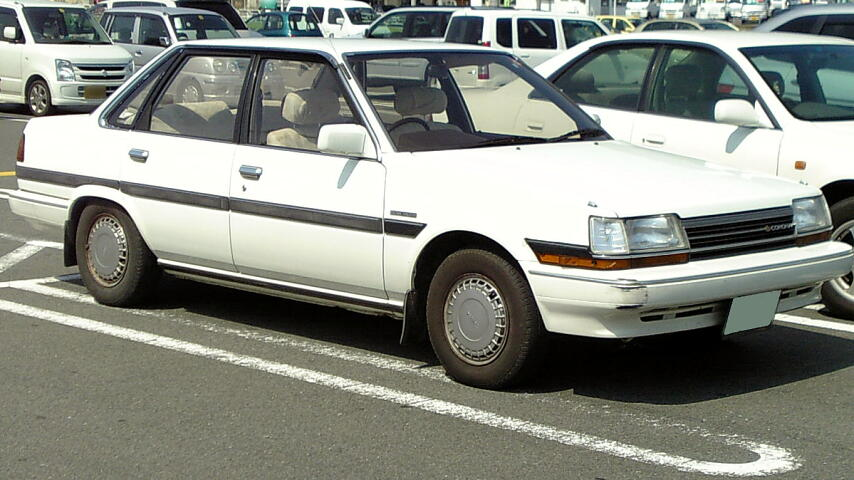
Toyota Corona (T150; 1983–1987)

## Восьме покоління

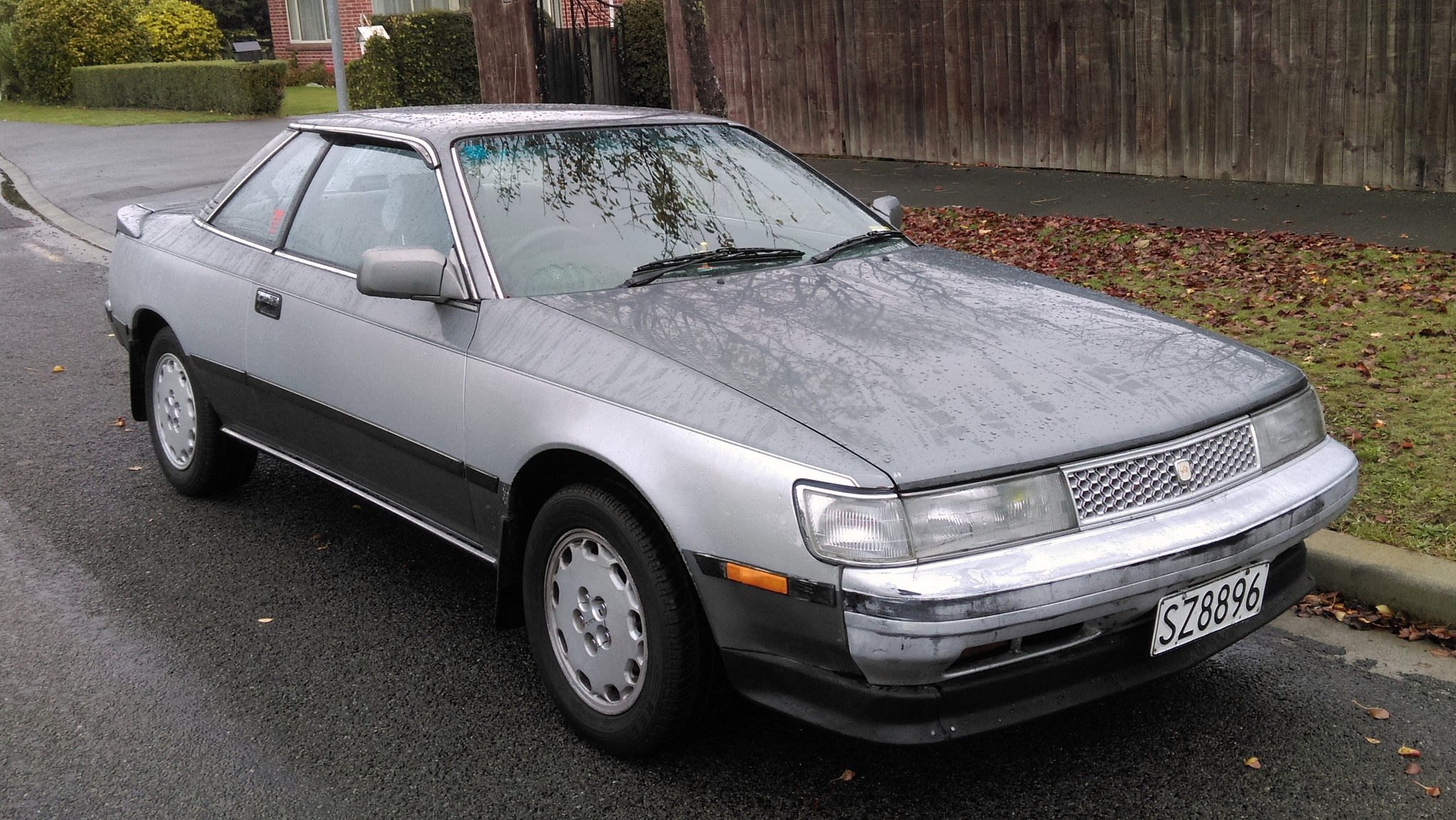
Toyota Corona Coupé (T160; 1985–1989)

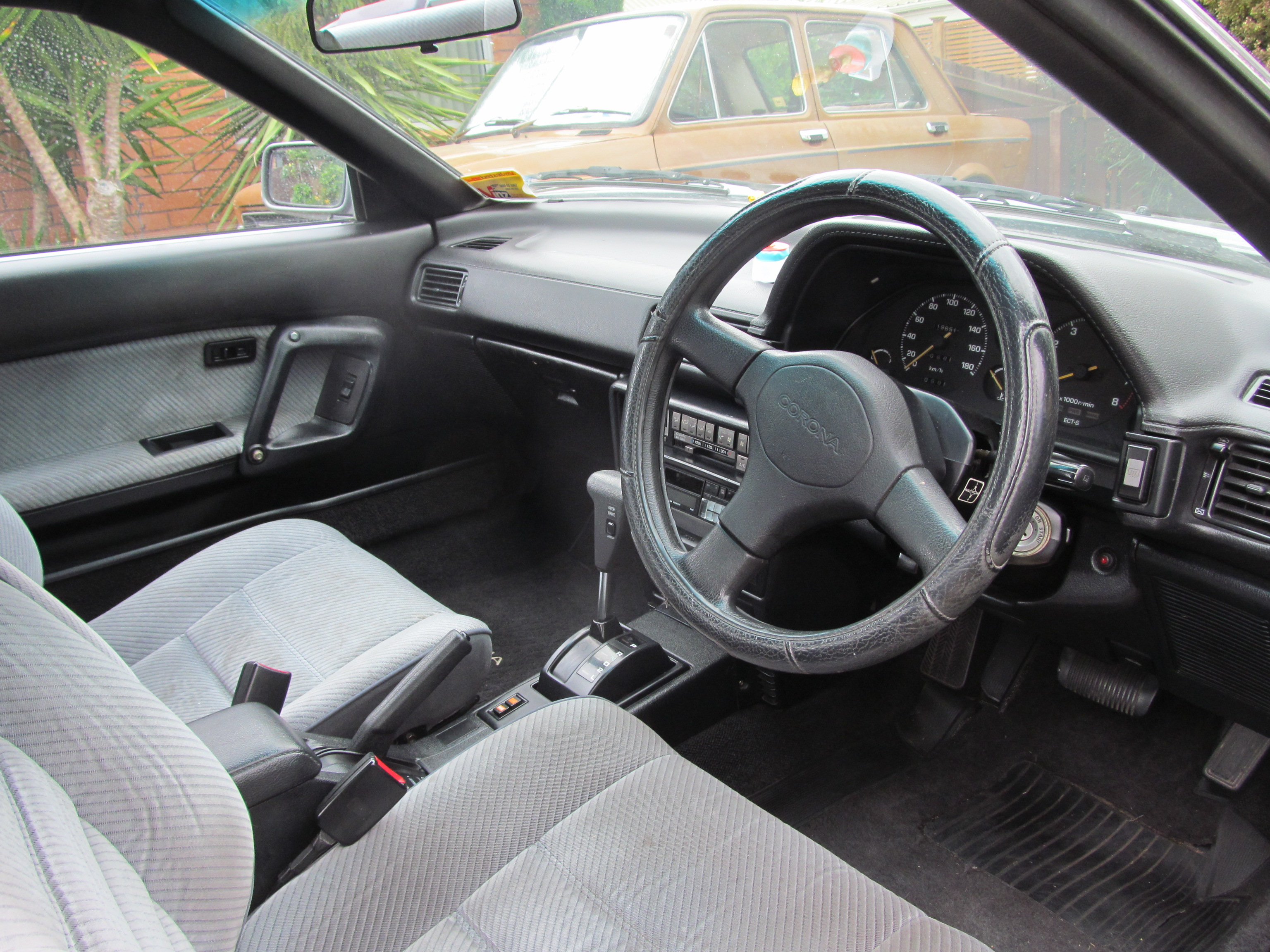
Салон

Незважаючи на те, що Corona в основному асоціюється з сімейним автомобілем середнього класу, виділяють ще й 2-дверне купе тієї ж марки, яке користувалося великою популярністю у молоді. Воно було випущено в 1985 р У ньому використовувалися компоненти, однакові з автомобілем Celica, будь вона передньопривідною. Відмінність полягає в наступному: у Celica в ті роки був передній привід і висувні («сліпі») фари. Форма обох машин клиноподібна; вони завоювали популярність завдяки чималій місткості хоча зовні здаються такими компактними. Автомобіль оснащений 1,6, 1,8 і 2-літровими двигунами. Що стосується трансмісії, то це або 5-ступінчаста механічна коробка передач, або 4-ступінчастий "автомат".

## Дев'яте покоління

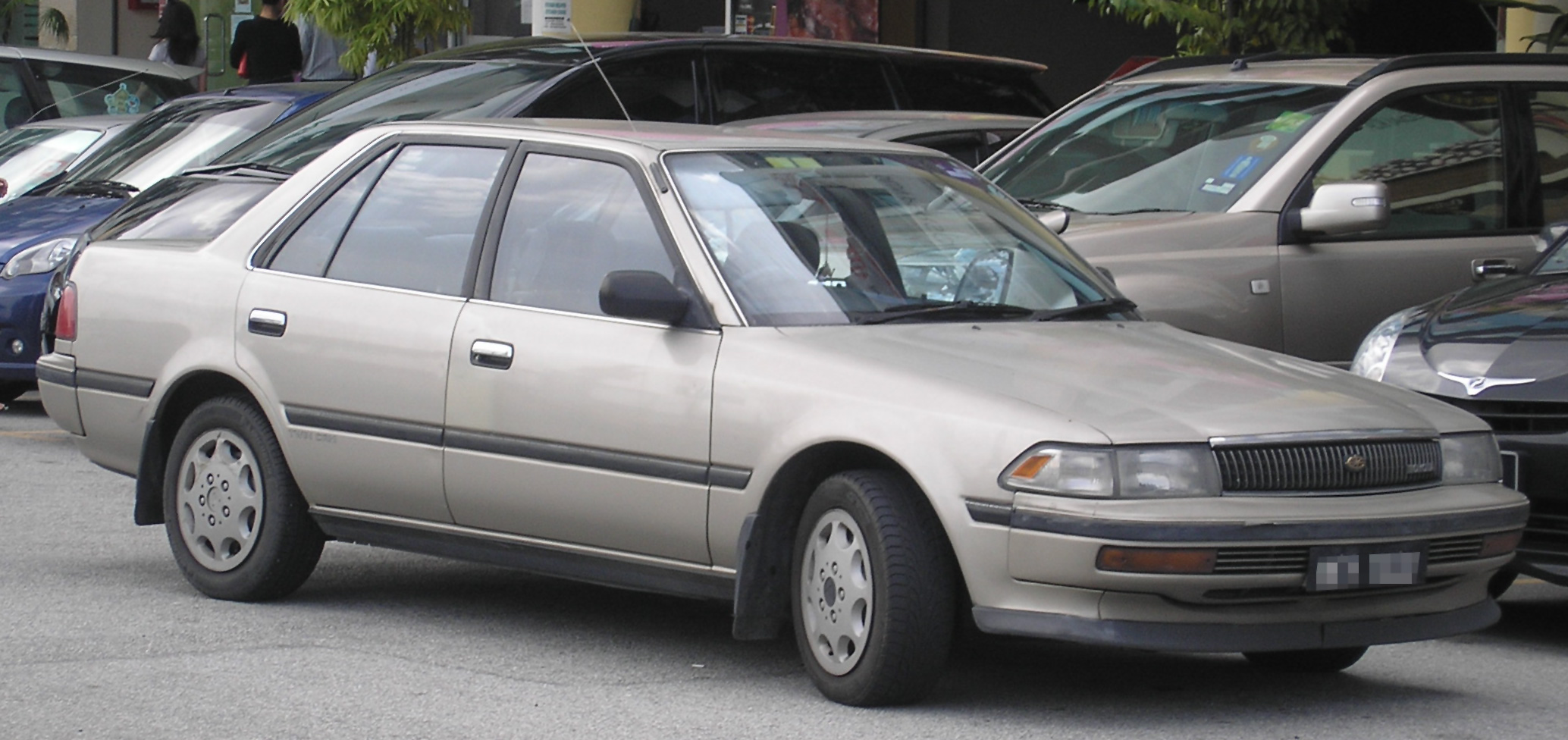
Toyota Corona (T170; 1987–1992)

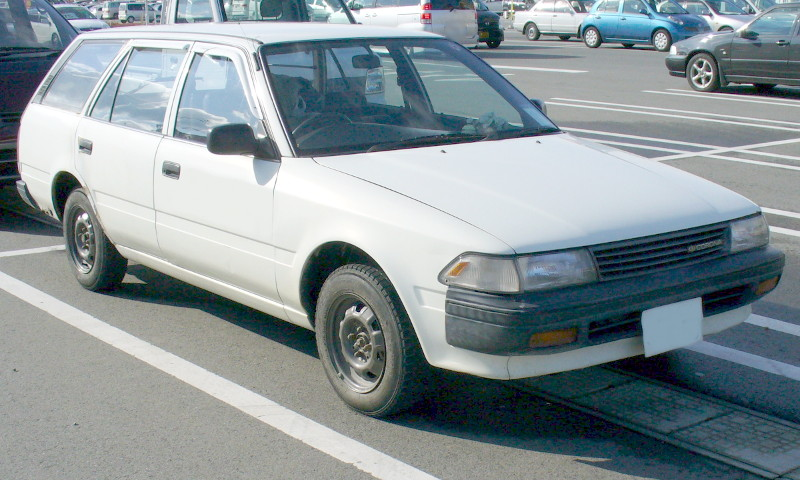
Toyota Corona (T170; 1987–1992)

Дев'яте покоління моделі Toyota Corona почало випускатися в кінці 1987 року. Тут яскравіше виражені ознаки «сімейного» автомобіля. Зміни, що торкнулися внутрішнього простору (вона стала більшою в порівнянні з колишнім поколінням) наблизили цю машину до автомобілів вищого класу. Дизайн панелі приборів також доводить приналежність Corona до класу «сімейних» машин (family car). Автомобіль в модифікації SF є 5-дверним ліфтбеком, продаваним в основному за кордоном. Зустрічаються 1.5-, 1.6, 1.8 і 2-літрові рядні двигуни, а також дизельний двигун об'ємом 2 л. На всіх комплектаціях встановлена або 5-ступінчаста МКПП, або 4-ступінчаста АКПП. Ліфтбек схожий на універсал і незамінний з точки зору практичності, але тим не менш, він не завоював популярність в Японії, де перевагу надавали седанам.

### Двигуни
- 1.5 L 3E I4 (van)
- 1.5 L 5A-F/5A-FE I4
- 1.6 L 4A-FE I4
- 1.8 L 1S-iLU I4
- 1.8 L 4S-FE I4
- 2.0 L 3S-FE I4
- 2.0 L 3S-GE I4
- 2.0 L 2C diesel I4

## Десяте покоління

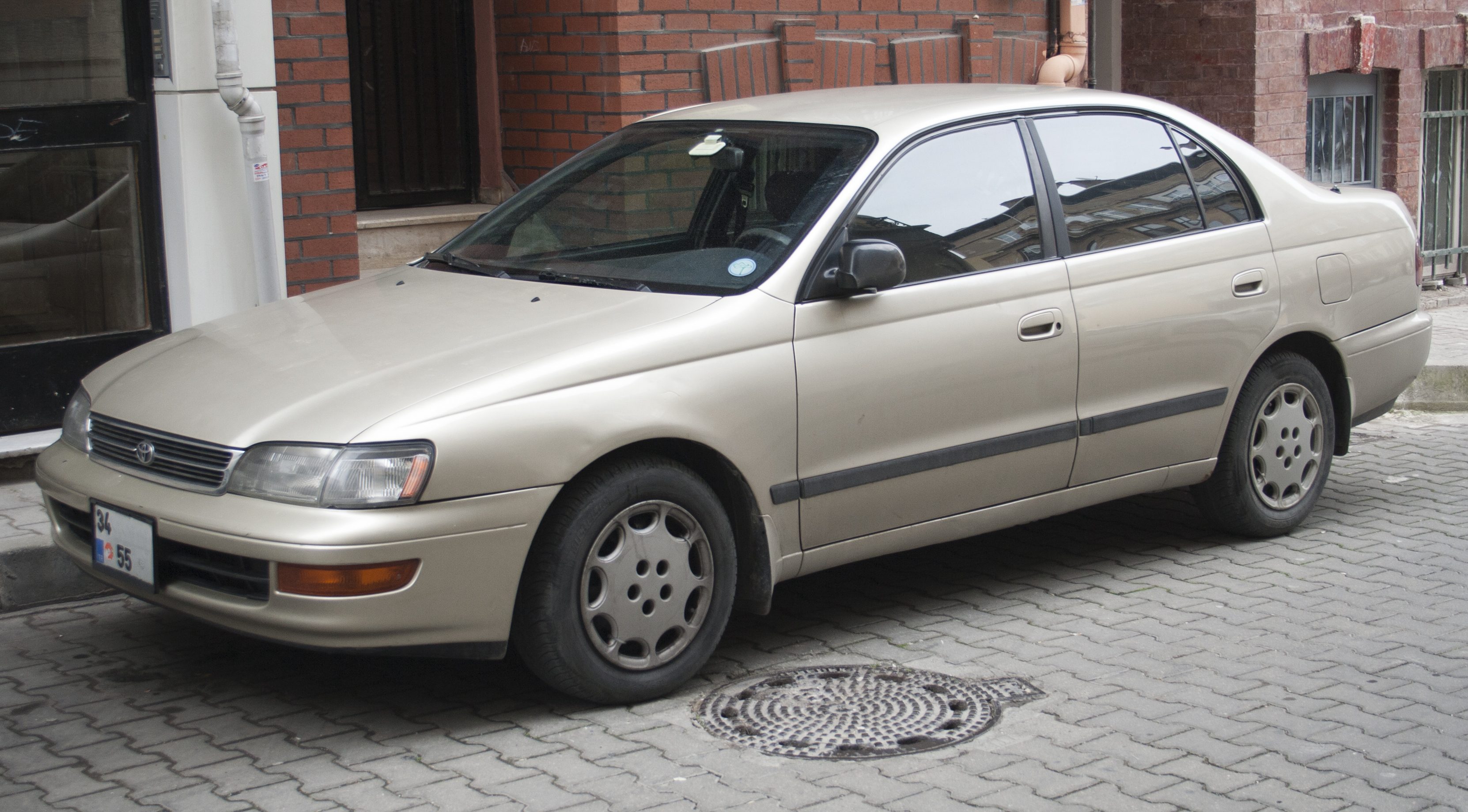
Toyota Corona (T190; 1992–1996)

Десяте покоління седана Toyota Corona, випуск якого почався в 1992 році, зачаровує своїм динамізмом. Тут присутня якість, порівняна з першокласними європейськими автомобілями, а також відмінний дизайн, завдяки якому автомобіль зайняв таке високе місце. Це стосується не тільки дизайну, але і салону, забезпеченого достатнім внутрішнім простором. У Європі найбільшу популярність здобула 5-дверна модифікація під назвою SF. Якщо розглядати цей седан-ліфтбек з точки зору практичного застосування, то він, безумовно, заслуговує на увагу. Однак, незважаючи на це, на японському ринку Corona SF не добилася широкого поширення. Машина оснащена 1.6-, 1.8- або 2-літровим рядним двигуном. На 1.8-літрової моделі встановлена 5-ступінчаста МКПП.

### Двигуни
- 1.5 L 5E-FE I4
- 1.6 L 4A-FE I4
- 1.8 L 7A-FE I4
- 1.8 L 4S-FE I4
- 2.0 L 3S-FE I4
- 2.0 L 3S-GE I4 (GT-i)
- 2.0 L 2C I4 (diesel)
- 2.0 L 2C-T I4 (turbo diesel)
- 2.2 L 3C-E I4 (diesel)

## Десяте покоління

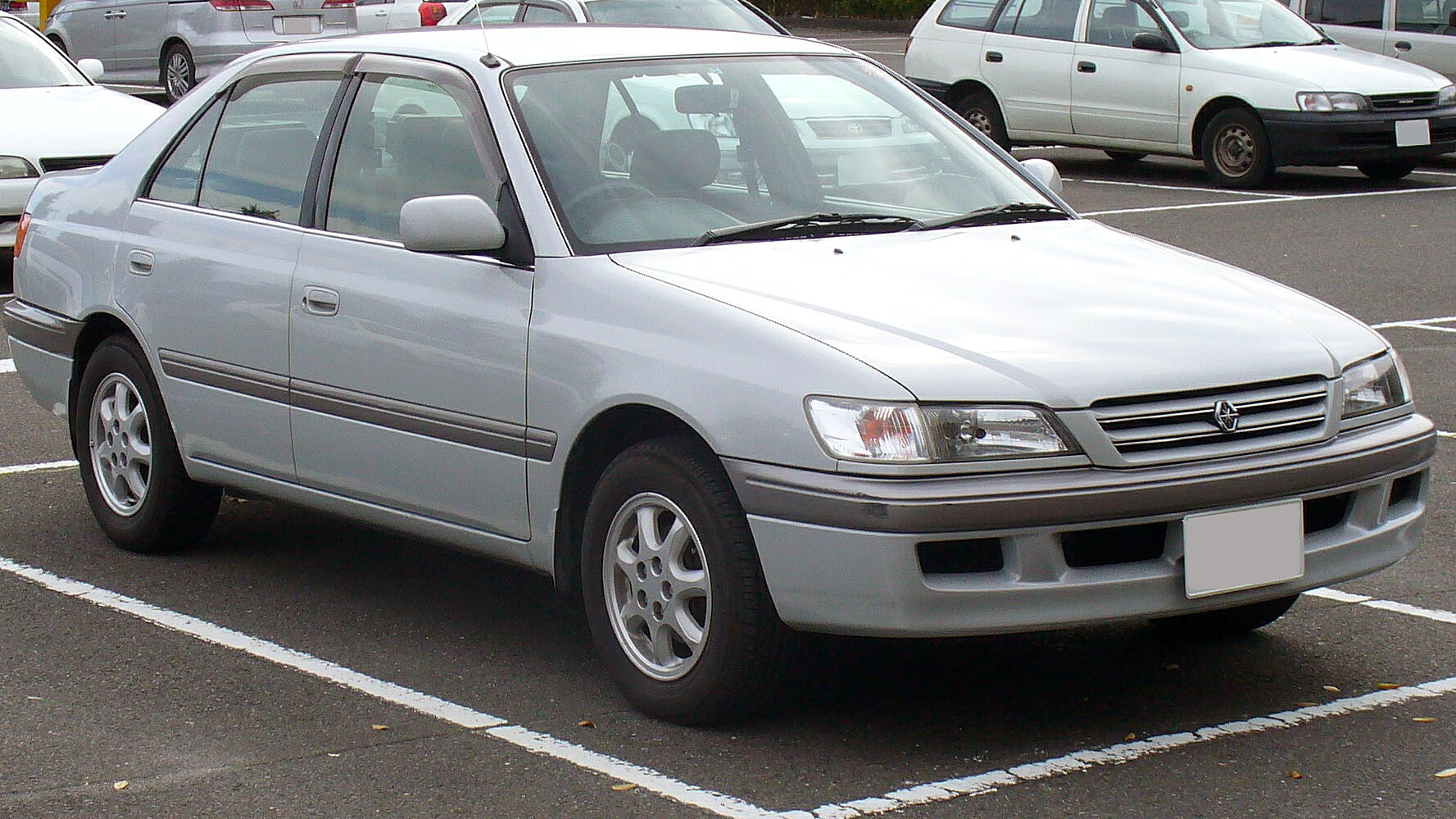
Toyota Corona Premio (T210; 1996–2001)

В 1996 році під час підготовки випуску машини 11-го покоління вирішено було дати їй другу назву. З того часу автомобіль став називатися Corona Premio. Як і раніше машина продовжувала вважатися одним з «основних» седанів, що випускалися під маркою Toyota, хоча зовнішній вигляд машини змінився. Але зроблено це було з цілком зрозумілою метою - привернути увагу нових потенційних покупців, в основному з числа молоді. Для цього, зокрема, і було частково змінено назву, заради цього ж був частково оновлений дизайн машини. Машина оснащувалася новим двигуном - мотором з прямим уприскуванням D-4. Крім цього 145-сильного двигуна об'ємом 2000 куб. см. можна було вибрати ще 3 різновиди бензинового мотора, а, крім того, в модельному ряду стояв ще й дизель. В якості трансмісії могла бути встановлена або 4-ступінчаста автоматична, або 5-ступінчаста ручна коробка передач, хоча для двигуна D-4 був передбачений лише один варіант з 4-ступінчастим "автоматом". У стандартну комплектацію автомобіля включалися подвійні повітряні подушки безпеки, система ABS, ремені безпеки, обладнані обмежувачем натягу типу «pretensioner & force limiter». Крім просторого салону машина відрізнялася об'ємним багажником. У 2001 році модель стала називатися просто Premio, а друге слово «corona» з назви зникло.

### Двигуни
- 1.6 L 4A-FE I4
- 1.8 L 7A-FE I4
- 2.0 L 3S-FE I4
- 2.0 L 3S-GE I4
- 2.0 L 3S-GTE I4 (turbo)
- 2.0 L 2C-T I4 diesel (до 1998)
- 2.2 L 3C-T I4 diesel (з 1998)

## Версія хардтоп
Toyota Corona EXiV випускалася з 1989 по 1998 роки. 4-дверний красивий седан Toyota Corona EXiV з типом кузова хардтоп.

### Перше покоління

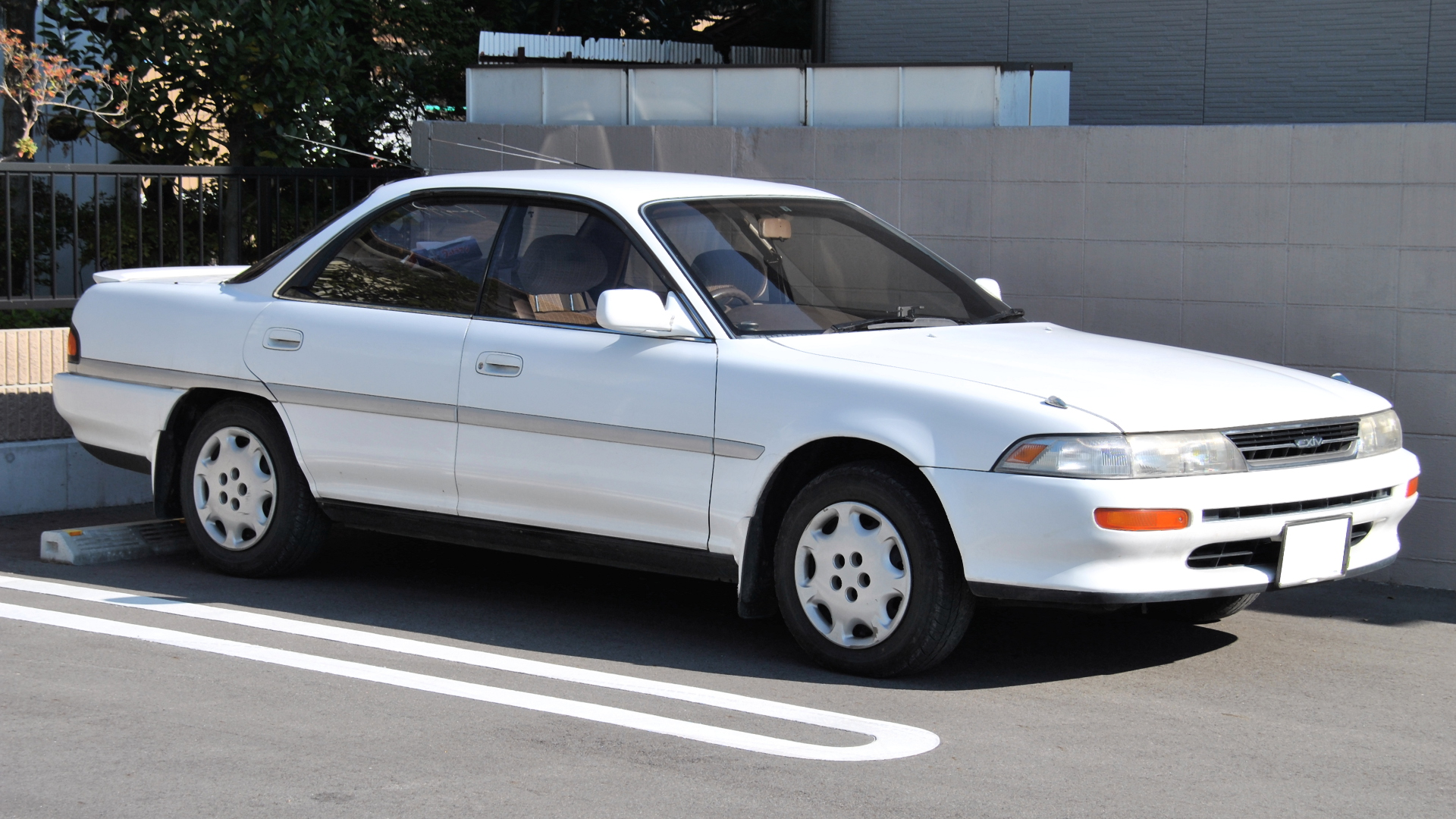
Toyota Corona EXiV (T180)

Toyota Corona Exiv - 4-дверний хардтоп. Цей автомобіль сімейного типу, що відноситься до середнього класу, з'явився в одній час з Carina ED і Celica, він має схожу з ними комплектацією. Toyota Corona Exiv стала таким же хітом на ринку авто, як і Carina ED.
Будучи 4-дверним стильним седаном з низькою посадкою, Toyota Corona Exiv залишає гарне враження від своїх ходових і швидкісних якостей. Це не дивно, оскільки машина комплектується тими ж агрегатами, що і спортивна Celica.
Toyota Corona Exiv має передній привід. Автомобіль оснащується двома видами економічного двигуна: hi-mech twin-cam об'ємом 1,8 літра і sport twin-cam об'ємом 2 літри. Нововведенням в конструкції Toyota Corona Exiv також є вперше в світі реалізована система 4WS з опцією вибору між спортивним і звичайним режимами.

#### Двигуни
- 2.0 L i4 3S-GE
- 2.0 L i4 3S-FE
- 1.8 L i4 4S-FE

### Друге покоління

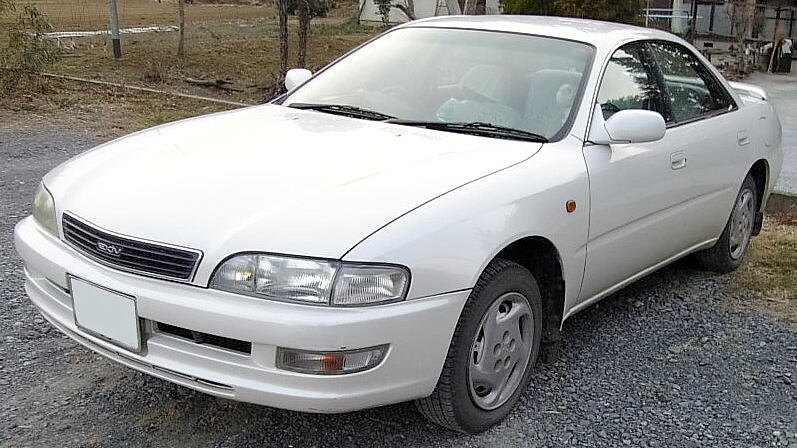
Toyota Corona EXiV (T200)

У 1993 році Toyota Corona Exiv вперше побачила світ. Цей автомобіль еволюціонував в рамках основної його концепції як седана. У порівнянні з Carina ED машина має більш «спокійним» зовнішнім виглядом і відрізняється розмірами кузова. Також як і у машин першого покоління, увагу привертає двигун з системою газорозподілу 4DOHC і об'ємом 1,8 літра і 2 літри. Автомобіль, що розвиває потужність в 180 к.с. і укомплектований 2-літровим двигуном sport twin cam, також забезпечений підвіскою super strut.

#### Двигуни
- 2.0 L i4 3S-GE
- 2.0 L i4 3S-FE
- 1.8 L i4 4S-FE